# سيمون فاللي
سيمون فاللي (بالإنجليزية: Simon Vallily) مواليد 15 أغسطس 1985 في ميدلزبرة، يوركشاير، إنجلترا، هو ملاكم بريطاني. حقق الميدالية الذهبية في دورة ألعاب الكومنولث 2010.

## إحصائيات
خاض خلال مسيرته 10 نزالا، فاز في 9 وخسر في 1. فاز بالضربة القاضية في نزالين.

## الميداليات
| الميدالية | المسابقة                  |
| --------- | ------------------------- |
| ذهبية     | دورة ألعاب الكومنولث 2010 |

## روابط خارجية
- سيمون فاللي على موقع بوكس ريك (الإنجليزية) (registration required)
- سيمون فاللي على موقع اتحاد ألعاب الكومنولث (مؤرشف) (الإنجليزية)